# Pascual Royo Gracia
Pascual Royo Gracia (Zaragoza, 2 de enero de 1938 - Madrid, 18 de julio de 2018) fue un químico español, catedrático de Química Inorgánica en las Universidades de Extremadura, Murcia y Alcalá. Fue pionero en la investigación en Química organometálica en España y primer presidente del Grupo Especializado de Química Organometálica (GEQO) de la Real Sociedad Española de Química (RSEQ), fundado en Alcalá de Henares en 1981. La relevancia de la investigación del Prof. Royo fue reconocida por la RSEQ al otorgarle la medalla de la sociedad en 1998. Al cumplir 65 años, la revista Journal of Organometallic Chemistry le dedicó el número 663 como reconocimiento a su carrera científica.

## Biografía
Tras obtener el título de licenciado en química en la Facultad de Ciencias de la Universidad de Zaragoza en 1961, trabajó durante dos años en las recién creadas Industrias Químicas del Ebro. Su vocación universitaria le llevó a incorporarse a la Facultad de Ciencias de la Universidad de Oviedo en 1964. Rafael Usón Lacal, antiguo profesor suyo en la Universidad de Zaragoza, era catedrático de Química Inorgánica en esa facultad. En Oviedo ocupó sucesivamente los puestos de Profesor Ayudante de Clases Prácticas y profesor Adjunto Interino mientras realizaba su tesis doctoral sobre la química de haluros covalentes de metales de transición bajo la dirección de Rafael Usón. Defendió la tesis en la Facultad de Ciencias de la Universidad de Zaragoza en septiembre de 1966, reincorporándose a este centro en 1967 como Profesor Adjunto Interino al mismo tiempo que el Usón ocupaba la Cátedra de Química Inorgánica.
Realizó una estancia postdoctoral entre 1968 y 1969 en el grupo de Sir Ronald Sydney Nyholm del University College de Londres. Durante dicha estancia se introduciría en la incipiente área de la química organometálica con la utilización de complejos de talio(III) para la síntesis de complejos metálicos con grupos perfluorofenilo. La experiencia adquirida en Londres impulsaría la creación de una importante escuela de Química Organometálica en Zaragoza en la década de 1970 que, posteriormente, se extendería a otras universidades españolas. Royo colaboró estrechamente con Usón en la supervisión de los trabajos de tesis doctoral de Juan Forniés, José Gimeno y Antonio Laguna, que constituyeron el núcleo inicial de esta escuela junto con el discípulo ovetense de Usón, Víctor Riera.
Tras retornar de Londres, obtuvo la plaza de Profesor Adjunto en la Universidad de Zaragoza en 1969. En 1972, fue nombrado Catedrático de la Facultad de Ciencias de Badajoz (adscrita a la Universidad de Sevilla hasta la creación de la Universidad de Extremadura en 1973). Su primera doctora, Pilar Terreros, presentó su tesis en esta facultad, de la que sería vicedecano durante casi tres años. Entre 1974 y 1978 ocupó la cátedra de Química Inorgánica de la Universidad de Murcia, en la que sucedió a Vicente Iranzo Rubio. Seis de sus colaboradores, algunos de ellos procedentes de la Universidad de Badajoz, presentaron su tesis doctoral en ese breve periodo de tiempo.
El resto de su carrera universitaria la desarrolló en la Universidad de Alcalá, a la que se incorporó en 1978 como catedrático de Química Inorgánica poco después de la restauración de esta histórica universidad. Participó en la puesta en marcha de la nueva universidad ocupando sucesivamente, entre 1979 y 1981, los puestos de Vicedecano y Decano en funciones de la Facultad de Ciencias, así como de Vicerrector de Investigación. Sin embargo, su dedicación fundamental sería a la docencia e investigación. La incorporación de Pascual Royo impulsó la investigación en la naciente universidad con el apoyo de un excelente equipo de investigadores jóvenes procedentes de Badajoz y Murcia (Ricardo Serrano, Antonio Otero, Amelio Vázquez o Manuel Gómez, siendo la tesis doctoral de este último la primera leída en la Universidad de Alcalá). Consiguió dotar a la universidad de un conjunto de equipos científicos (RMN multinuclear, IR, Visible-UV, análisis elemental, balanza magnética...) que era completamente inusual en los centros de investigación españoles de finales de los años 1970.
A lo largo de su carrera, dirigió la tesis doctoral de alrededor de 50 investigadores, muchos de los cuales desarrollaron con posterioridad sus propias carreras investigadoras en empresas, centros de investigación y universidades nacionales y extranjeras. Fue profesor invitado en la Universidad de Los Andes en Venezuela en 1989 y  en la Technische Universität München en Alemania en 1991, en este último caso como primer químico inorgánico español en recibir un Premio Humboldt de investigación. Se jubiló como catedrático emérito en 2011.
Se casó en el año 1962 con Pilar  Cantabrana, maestra de origen riojano. Tuvieron cuatro hijas, Ana, Beatriz, Eva y María, de las que las tres últimas desarrollan también su vida profesional en el ámbito científico.

## Investigación
Tras su estancia postdoctoral en el grupo de Nyholm, los trabajos de investigación de Pascual Royo en la Universidad de Zaragoza (1969-1972) estuvieron relacionados con la síntesis, caracterización y estudio estructural de derivados pentafluorofenilo de metales de transición (Au, Pd, Pt, Rh, Ir, Ni o Co) y post-transición (As, Sb o Bi). El uso de derivados pentafluorofenilo de talio como agentes oxidantes y transmetalantes estuvo en la base de muchos de estos resultados. El ligando pentafluorofenilo se convirtió así en el emblema de la química que comenzó a desarrollarse en Zaragoza y constituyó el germen para el despliegue de la Química Organometálica en España. Este ligando siguió estando presente en la investigación de Royo en Extremadura y Murcia, aunque durante los años 1970 aborda también otros temas relacionados con la química de los metales de transición, como la química de coordinación de haluros covalentes, derivados en bajos estados de oxidación o complejos carbonilo.
A partir de 1978 y ya en la Universidad de Alcalá, emprende la que sería la línea de investigación más reconocida en su carrera que se centrará en los derivados ciclopentadienilo de metales de los primeros grupos de transición. Se pueden mencionar, entre sus mayores logros científicos, el uso de ligandos ciclopentadienilo sustituidos y no sustituidos para la estabilización de complejos organometálicos de los metales de los grupos 4, 5 y 6, el estudio de la influencia estérica y electrónica de estos ligandos en el comportamiento del centro metálico, la síntesis, estudio estructural y comportamiento químico de complejos en estados de oxidación inusuales, el estudio de procesos de activación de enlaces C-H que llevaron a la síntesis del primer complejo alquilidino de titanio, y el estudio de reacciones de inserción que hicieron posible la observación de atractivos procesos de acoplamiento C-C  mediante la inserción de isocianuros en enlaces Ta-Me (ver trabajos científicos representativos). 
Los últimos años de su carrera científica los dedicó especialmente a la síntesis de complejos neutros y catiónicos de titanio y circonio como catalizadores homogéneos para la polimerización de olefinas. Los resultados de su investigación le permitieron involucrarse en numerosas colaboraciones industriales que se reflejan en una decena de patentes, especialmente sobre procesos de hidrogenación y polimerización de olefinas, algunas de las cuales se encuentran en explotación.

## Docencia
Pascual Royo fue un precursor en la introducción en la universidad española de las nuevas metodologías de enseñanza de la Química Inorgánica que empiezan a imponerse a partir de los años 1960-1970 en el mundo. La racionalización de comportamientos desplaza en gran medida a la memorización de hechos como eje principal del aprendizaje, como fruto de los avances producidos en la propia materia tras la Segunda Guerra Mundial. Gracias a su forma personal y cercana de ejercer su labor docente, consiguió despertar vocaciones en un elevado número de sus alumnos. Por otra parte, facilitó la introducción en España de libros de texto modernos de Química General e Inorgánica gracias a su labor de traductor. Fue además miembro de la Comisión IUPAC de Nomenclatura de Química Inorgánica entre 1994 y 2001.

## Creación de escuela
Un buen número de sus alumnos de licenciatura realizaron la tesis doctoral en su grupo de investigación y han acabado desarrollando carreras destacables en la docencia secundaria o universitaria y en la investigación académica o industrial. La creación de una escuela científica se manifiesta en el importante número de sus discípulos que han ocupado cátedras en universidades españolas (entre paréntesis, fecha y lugar de obtención del doctorado):
- Universidad de Alcalá: Ricardo Serrano (1977, UM), Manuel Gómez (1981, UAH), Tomás Cuenca (1984, UAH), Ernesto de Jesús (1987, UAH), Rafael Gómez (1990, UAH), Javier de la Mata (1992, UAH), Juan Carlos Flores (1992, UAH), Gerardo Jiménez (1995, UAH).
- Universidad de Castilla-La Mancha: Antonio Otero (1977, UM), Antonio Antiñolo (1982, UAH), Félix Jalón (1987, UAH), Rosa Fandos (1988, UAH).
- Universidad Autónoma de Madrid: Elisa Hernández (1984, UAH).
- Universidad de Murcia: Aurelia Arcas (1977, UM).
- Universidad Rey Juan Carlos: Mariano Fajardo (1982, UAH).
- Universidad de Valladolid: Jesús María Martínez de Ilarduya (1987, UAH).

## Reseñas biográficas
- Cuenca, T.; Vicente, J. (2002). «Pascual Royo, a life devoted to the University». J. Organomet. Chem. 663(1–2) 1-3 (parte del número especial dedicado al Profesor Pascual Royo).
- «Pascual Royo Gracia, Premio de Investigación de la Real Sociedad Española de Química». Anales de la Real Sociedad Española de Química, Segunda época, julio-septiembre de 1999, pág. 22.
- Cuenca. T. (2018). «Pascual Royo (1938-2018)». Anales de Química 114(3) 196-198 (obituario).

## Trabajos científicos representativos
- Mena, M.; Pellinghelli, M. A.; Royo, P.; Serrano, R.; Tiripicchio, A. (1986). «Preparation of Titanium Pentamethylcyclopentadienyl Trialkyls and Crystal-Structure of Tribenzylpentamethylcyclopentadienyltitanium, Showing some Evidence of a CH2...Ti Interaction». J. Chem. Soc., Chem. Comm.: 1118.
- Blanco, S. G.; Gómez Sal, P.; Carreras, S. M.; Mena, M.; Royo, P.; Serrano, R. (1986). «Hydrolytic Studies on (η5-C5Me5)TiMe3 - X-Ray Structure of [(η5-C5Me5)TiMe(µ-O)]3 Containing a Ti3O3 Ring». J. Chem. Soc., Chem. Comm.: 1572.
- Gómez Sal, M. P.; Mena, M.; Royo, P.; Serrano, R. (1988). «Structural and Chemical Aspects of Electron Deficient Pentamethylcyclopentadienyltitanium Halides, Alkyls, and Oxides».  J. Organomet. Chem. 358: 147.
- Palacios, F.; Royo, P.; Serrano, R.; Balcázar, J. L.; Fonseca, I.; Florencio, F. (1989). «The Hydrolysis of Pentamethylcyclopentadienyltitanium Trihalides and The Formation of Di-Nuclear, Tri-Nuclear, and Tetra-Nuclear µ-Oxo Complexes - Crystal-Structure of [(C5Me5)TiBr(µ-O)]4CHCl3, which Contains a Ti4O4 Ring». J. Organomet. Chem. 375: 51.
- Mena, M.; Royo, P.; Serrano, R.; Pellinghelli, M. A.; Tiripicchio, A. (1989). «Electron-deficient (Pentamethylcyclopentadienyl)Titanium Trialkyls - Evidence of Ti-H-C And Ti-C-C Interactions - Crystal and Molecular-Structure of µ-[ortho-(CH2)2C6H4](η5-C5Me5)Ti[ortho-(CH2)2C6H4])2». Organometallics 8: 476.
- Cuenca, T.; Gómez, R.; Gómez Sal, M. P.; Rodríguez, G. M.; Royo, P. (1992). «Reactions of Titanium(III) and Zirconium(III) Complexes with Unsaturated Organic-Systems - X-Ray Structure of ([(η5-C5H5)Zr(CH3)]2[µ-η1-η2-CN(Me2C6H3)](µ-η5-η5-C10H8))». Organometallics 11: 1229.
- Ciruelos, S.; Cuenca, T.; Flores, J. C.; Gómez, R.; Gómez Sal, P.; Royo, P. (1993). «Monocyclopentadienyl-Type Titanium Complexes with the [η5-η5-(C5H4)2SiMe2]2-Ligand - X-Ray Crystal-Structure of [(TiCl)2(µ2-O)(µ2-η5-η5-(C5H4)2SiMe2]2(µ2-O)2 - The 1st Example of a Nonplanar Ti4O4 Core». Organometallics 12, 944.
- Galakhov, M. V.; Gómez, M.; Jiménez, G.; Pellinghelli, M. A.; Royo, P.; Tiripicchio, A. (1994). «Insertion of CNAr into Ta-Me Bonds of TaCp*-ClNMe4-N (N=0-3) - Intramolecular Rearrangements, Dynamic Behavior, and X-Ray Crystal-Structure Of TaCp*Cl2(NAr) (Ar=2,6-Me2C6H3)». Organometallics 13:1564.
- Cano, A.; Cuenca, T.; Gómez Sal, P.; Royo, B.; Royo, P. (1994). «Double-Dimethylsilyl-Bridged Dicyclopentadienyl Group-4 Metal-Complexes - X-Ray Molecular-Structures of M[(Me2Si)2(η5-C5H3)2]Cl2 (M=Ti, Zr) and (TiCl3)2(µ-[(Me2Si)2(η5-C5H3)2])». Organometallics 13: 1688.
- Ciruelos, S.; Cuenca, T.; Gómez Sal, P.; Manzanero, A.; Royo, P. (1995). «New Silyl-Substituted Cyclopentadienyl Titanium and Zirconium Complexes - X-Ray Molecular-Structures of [TiCl2(µ-(OSiMe2-η5-C5H4))]2 and [ZrCl2(µ-[(η5-C5H4)SiMe2OSiMe2(η5-C5H4)])]». Organometallics 14: 177.
- Galakhov, M. V.; Gómez, M.; Jiménez, G.; Royo, P.; Pellinghelli, M. A.; Tiripicchio, A. (1995). «Synthesis and Dynamic Behavior of (Pentamethylcyclopentadienyl)azatantalacyclopropane Complexes - Crystal-Structures Of TaCp*Cl4[C(Me)(NHR)] and TaCp*Me2(η2-Me2CNR)». Organometallics 14: 1901.
- Gómez, M.; Gómez Sal, M. P.; Jiménez, G.; Martin, A.; Royo, P.; Sánchez Nieves, J. (1996). «Insertion of CO and CNR into Tantalum-Methyl Bonds of Imido(pentamethylcyclopentadienyl)tantalum Complexes. X-Ray Crystal Structures of [TaCp*(NR)-Me{η2-C(Me)=Nr}] and [TaCp*Cl(O){η2-C(Me)=NR}] (R=2,6-Me2C6H3)». Organometallics 15: 3579.
- Galakhov, M. V.; Gómez, M.; Jiménez, G.; Royo, P.; Pellinghelli, M. A.; Tiripicchio, A. (1995). «Insertion of Isocyanides into Tantalum-Carbon Bonds of Azatantalacyclopropane Complexes - Crystal-Structures of TaCp*Cl3(η2-NRCMMe2CNHR), TaCp*Me(NR)(NRCMe=CMe2), and TaCp*-Me(NR)(η2-NR=CCMe2CMe=NR)(R=2,6-Me2C6H3)».Organometallics 14: 2843.
- Ciruelos, S.; Cuenca, T.; Gómez, R.; Gómez Sal, P.; Manzanero, A.; Royo, P. (1996). «Synthesis and Reactivity of [(Amidosilyl)cyclopentadienyl]titanium and -zirconium Complexes. X-Ray Molecular Structure of [Zr{η5:η1-C5H4SiMe2(µ-O)}Cl2{H2N(CHMe)Ph}]2». Organometallics 15: 5577.
- Galakhov, M. V.; Heinz, G.; Royo, P. (1998). «Intramolecular Coordination of an Alkene to a Mixed Dicyclopentadienyl Benzyl Zirconium Cation Studied by NMR Spectroscopy». Chem. Comm.: 17.
- Sánchez-Nieves, J.; Royo, P.; Pellinghelli, M. A.; Tiripicchio, A. (2000) «Insertion of Isocyanides into Tantalum-Methyl and Tantalum-Amido Bonds». Organometallics 19: 3161.
- Royo, P.; Sánchez-Nieves, J. (2000). «Oxo and Imido/Imido Exchange and C-H Activation Reactions Based on Pentamethylcylopentadienyl Imido Tantalum Complexes». J. Organomet. Chem. 597: 61.
- Cano, J.; Royo, P.; Lanfranchi, M.; Pellinghelli, M. A.; Tiripicchio, A. (2001). «A New Type of Doubly Silylamido-Bridged Cyclopentadienyl Group 4 Metal Complexes». Angew. Chem. Int. Ed. 40: 2495.